# Sin In-seop
Sin In-seop (신인섭?; Seul, 15 marzo 1950) è un'ex cestista sudcoreana.

## Carriera
Con la Corea del Sud ha disputato i Campionati mondiali del 1975.